# The Lodge
The Lodge ist der offizielle Wohnsitz des australischen Premierministers und seiner Familie in der Hauptstadt Canberra. Das zweistöckige Gebäude befindet sich in einem 18.000 m² großen Park an der Adelaide Avenue im Stadtteil Deakin. Das Gebäude wurde 1926/27 erbaut und seither mehrfach renoviert. Ursprünglich war es nicht als ständiger Amtssitz vorgesehen. Mehrere Premierminister haben sich dafür entschieden, während ihrer Amtszeit woanders zu wohnen. Eine weitere offizielle Residenz ist das Kirribilli House in Sydney.

## Geschichte
The Lodge ist ein 40 Zimmer zählendes Herrenhaus im Stil des australischen Georgian Revival, einer Neuinterpretation der georgianischen Architektur des 18. und 19. Jahrhunderts. Das Gebäude ist von einem landschaftlich gestalteten Park umgeben. Der Ursprung des Namens ist unbekannt. Die Baukosten waren auf 25.000 Pfund veranschlagt. Hinzu kommen die Gartengestaltung, die Anlage eines Tennisplatzes und eines Krocketrasens sowie Möbel und Innendekoration, was einen Gesamtpreis von 28.319 Pfund ergab.

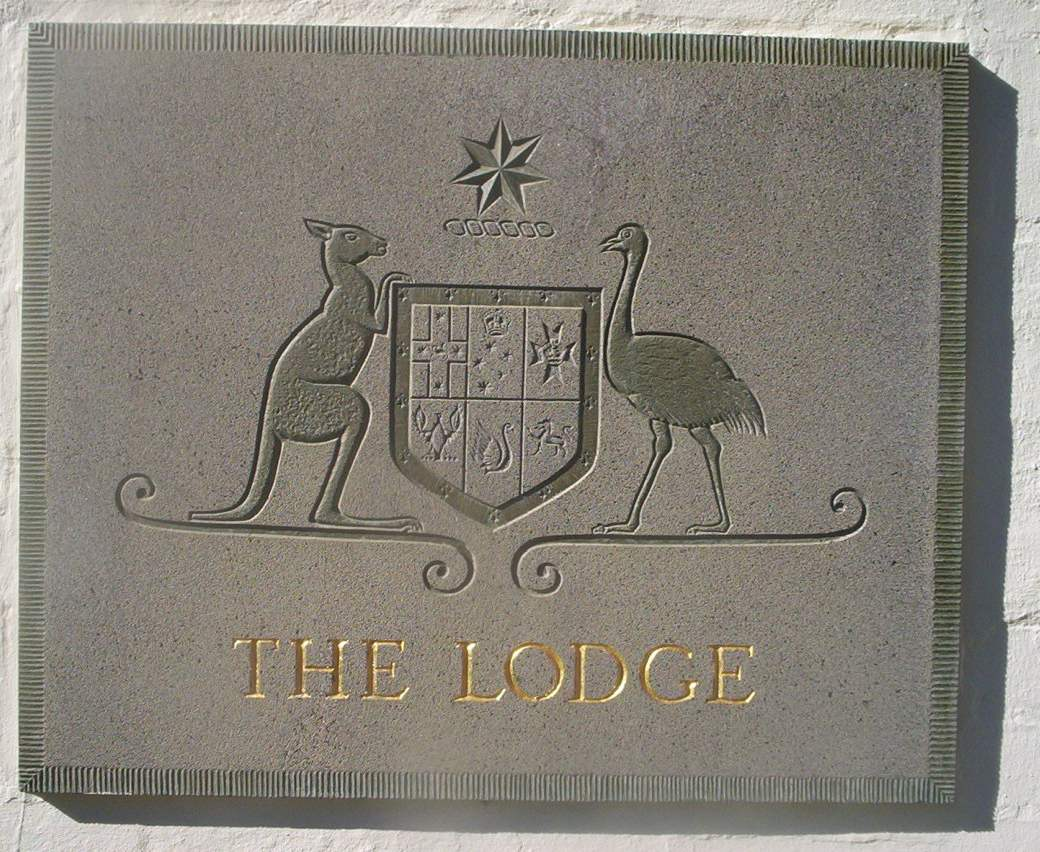
Am Eingang

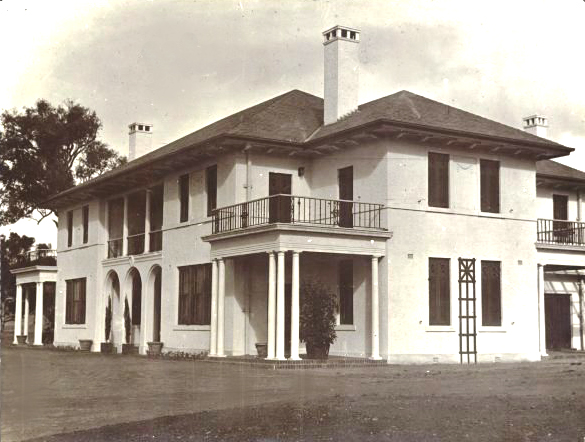
Nach der Fertigstellung im Jahr 1927

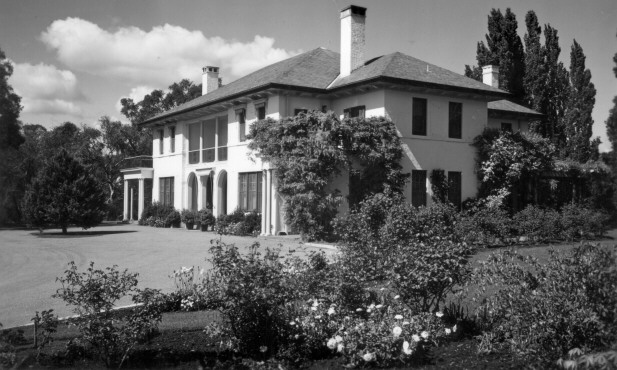
Um 1940

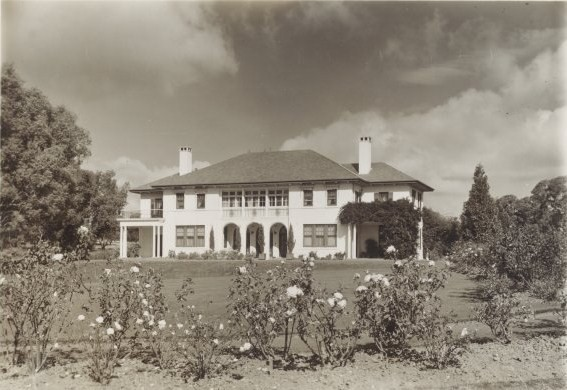
Um 1950

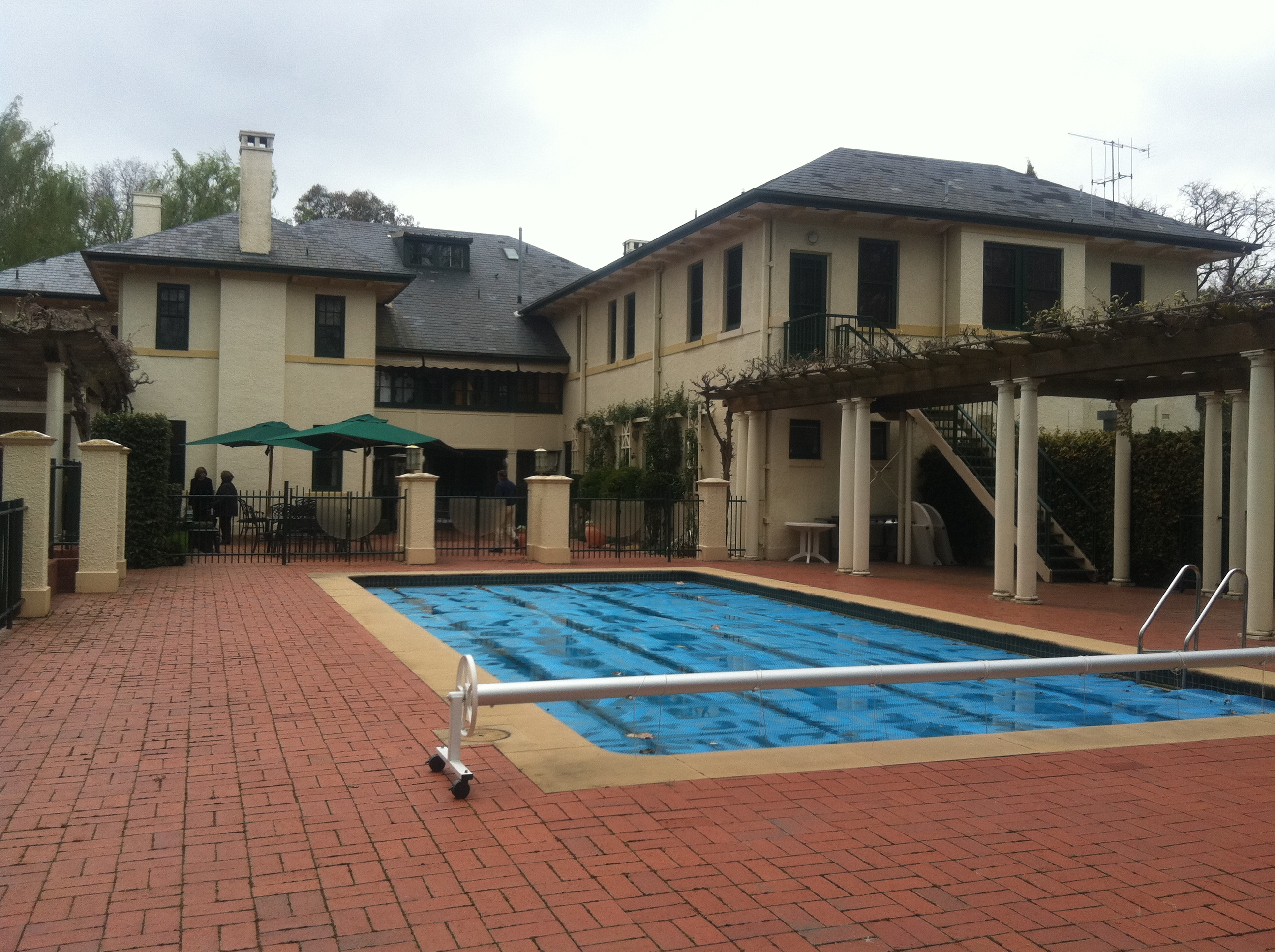
Hinterhof mit Schwimmbecken

Die Architekten waren Percy A. Oakley und Stanley T. Parkes aus Melbourne, der Bauherr war J. G. Taylor aus Sydney. Ruth Lane-Poole aus Melbourne war für die Innenarchitektur und Einrichtung verantwortlich, ebenso für jene der Residenz des Generalgouverneurs, das Government House. Die Lodge war als eine von drei offiziellen Residenzen vorgesehen. Die anderen sollten für die Vorsitzenden des australischen Parlaments (den Speaker des Repräsentantenhauses und den Präsidenten des Senats) sein, sind aber bis heute nie gebaut worden.
Der erste Premierminister, der in der Lodge lebte, war Stanley Bruce. Er und seine Frau Ethel (das Paar hatte keine Kinder) zogen am 4. Mai 1927 ein, fünf Tage vor der offiziellen Eröffnung des provisorischen Parlamentsgebäudes. Als er Oppositionsführer war, hatte sich Bruces Nachfolger James Scullin die Kosten für den Betrieb der Lodge beanstandet. Er und seine Frau wohnten während seiner Amtszeit im Hotel Canberra (heute das Hyatt Hotel), wie er versprochen hatte. Der nächste Premierminister, Joseph Lyons (1929–1932), wählte jedoch The Lodge, und die nachfolgenden Premierminister haben es als ihren Hauptwohnsitz genutzt, mit Ausnahme von:
- Earle Page (1939), Frank Forde (1945) und John McEwen (1967–68), die nach dem Tod eines Amtsinhabers als interimistische Premierminister regierten.
- Ben Chifley (1945–49), der das Hotel Kurrajong bevorzugte, in dem viele Labour-Politiker der damaligen Zeit abstiegen.[5]
- John Howard (1996–2007), der in der Lodge wohnte, wenn er wegen Parlaments- oder Regierungsangelegenheiten in Canberra weilte, aber hauptsächlich im Kirribilli House in Sydney lebte.
- Tony Abbott (2013–2015) lebte wegen Renovationsarbeiten nicht in der Lodge, sondern in einem Appartement der Polizeischule der Australian Federal Police in Canberra.
- Scott Morrison (2018–2022), der in der Lodge wohnte, wenn er wegen Parlaments- oder Regierungsangelegenheiten in Canberra weilte, aber hauptsächlich im Kirribilli House in Sydney lebte. Morrison erklärte, dass er damit sicherstellen wolle, dass seine Töchter weiterhin „ein möglichst normales Leben führen können“.[6]

## Beschreibung
Das Innere des Gebäudes besitzt einen amerikanisch-kolonialen Charakter, mit gebeizter Wandverkleidung und freiliegenden Balken im oberen Stockwerk unter der Decke. Der Eingang im Erdgeschoss mündet in eine Halle. Links vom Eingang befinden sich der Speisesaal und der Servicetrakt mit den Personalräumen. Rechts davon befinden sich die formalen Empfangsräume – ein Salon, ein Arbeitszimmer und ein Wohnzimmer/Bibliothek (ursprünglich als Billardzimmer gedacht). Die Treppe führt zu einem Flur, der Büroräume für die Ehefrau des Premierministers enthält. Der Flur teilt sich dann in zwei Flügel, die zu einer Halle führen, die sich zu einer Loggia über dem Eingang öffnet. Im ersten Stock befinden sich die Privatwohnungen und Gästezimmer, die aus einem Arbeitszimmer, sechs Schlafzimmern, einem Wohnzimmer, einem Salon und einem Billard-/Spielsaal bestehen.
Die Residenz gilt als sehr sicher. Sie verfügt über viele Sicherheitsmerkmale zum Schutz des Premierministers und seiner Familie, darunter Sicherheitskameras, biometrische Sicherheitsmaßnahmen, hohe Zäune, bruchsichere Fenster und einen Schutzraum.

## Renovationen
In den Jahren 1939 bis 1996 ließen die Premierminister Robert Menzies, Harold Holt, John Gorton, Malcolm Fraser, Bob Hawke, Paul Keating und John Howard verschiedene kleinere Änderungen vornehmen. Diese betrafen vor allem die Inneneinrichtung, aber auch den Einbau eines Schwimmbeckens im Hinterhof.
Im Oktober 2011 gab das Finanzministerium bekannt, dass das Haus dringend saniert werden müsse. Insbesondere mussten alle Asbest-Teile entfernt, das schadhafte Dach ausgebessert und die Verkabelung erneuert werden. Hinzu kam der Ersatz der Wachhäuser durch Neubauten. Aufgrund ihrer Komplexität zogen sich die Arbeiten in die Länge und waren erst im Januar 2016 abgeschlossen. Ursprünglich waren die Kosten auf 3,19 Millionen Dollar veranschlagt gewesen, betrugen jedoch am Ende 8,8 Millionen Dollar.

## Frühere Residenzen
Melbourne diente von 1901 bis 1927 als vorübergehende Hauptstadt. Während dieser Zeit gab es keinen offiziellen Sitz des Premierministers. Edmund Barton, der erste Premierminister, wohnte zunächst in „einer Art Junggesellenwohnung“ auf dem Dachboden des Parliament House in Melbourne. Er behielt seinen privaten Wohnsitz in Sydney und kehrte gewöhnlich dorthin zurück, wenn das Parlament nicht tagte. Im Mai 1903 bezog er stattdessen eine Suite im Grand Hotel, die bis zu seinem Rücktritt im September 1903 seine Residenz blieb.
Der zweite Premierminister Alfred Deakin stammte aus Melbourne und lebte während jeder seiner drei Amtszeiten als Premierminister in seiner Privatresidenz Llanarth in South Yarra. Er hatte auch ein Ferienhaus namens Ballara in Point Lonsdale. Deakin unterschied jedoch zwischen seinem öffentlichen und seinem privaten Leben und erledigte in beiden Häusern keine offiziellen Geschäfte. Chris Watson und George Reid hatten beide ihren Wohnsitz in Sydney und wohnten während ihrer kurzen Zeit als Premierminister in Pensionen mit anderen Abgeordneten.
Andrew Fisher, der einen Sitz in Queensland vertrat, war der erste nicht aus Victoria stammende Premierminister, der dauerhaft in der Hauptstadt lebte. Im Jahr 1907 erwarb er Oakleigh Hall, ein Haus mit 13 Zimmern in St Kilda. Er, seine erweiterte Familie und seine Bediensteten nutzten es als Wohnsitz während seiner drei Amtszeiten als Premierminister. Joseph Cook und Billy Hughes lebten hauptsächlich in Sydney, aber Stanley Bruce war ein weiterer Melbourner und nahm die Tradition der ganzjährig in der Hauptstadt residierenden Premierminister wieder auf. 1926, im Jahr vor der Fertigstellung von The Lodge, baute Bruce Pine Hill, ein Herrenhaus mit 16 Zimmern in Frankston.